# Łokomotyw Równe
Łokomotyw Równe (ukr. Футбольний клуб «Локомотив» Рівне, Futbolnyj Kłub "Łokomotyw" Riwne) – ukraiński klub piłkarski z siedzibą w Równem.

## Historia
Chronologia nazw:
- ???—???: Łokomotyw Równe (ukr. «Локомотив» Рівне)

Piłkarska drużyna Łokomotyw Równe została założona w latach 40. XX wieku.
W latach 1948–1950 i 1952 zespół występował w Mistrzostw Ukraińskiej SRR spośród drużyn amatorskich. Następnie uczestniczył w rozgrywkach mistrzostw i Pucharu obwodu rówieńskiego.
W sezonie 1992/93 klub startował w rozgrywkach Pucharu Ukrainy oraz w grupie 2 Mistrzostw Ukrainy spośród drużyn amatorskich.
Potem zespół występował w rozgrywkach mistrzostw i Pucharu obwodu rówieńskiego, dopóki nie został rozformowany.

## Sukcesy
- 1/16 finału Pucharu Ukrainy:

1992/93
- 3 miejsce w Mistrzostw Ukrainy spośród drużyn amatorskich, grupie 2:

1992/93

## Inne
- Weres Równe